# CDG Express
CDG Express est un projet de liaison ferroviaire en région Île-de-France, entre la gare de Paris-Est à Paris et l'aéroport de Paris-Charles-de-Gaulle.
Ce projet est justifié, selon le gouvernement, par les limites de la prestation du RER B, l'existence de services de transport rapides dédiés dans les aéroports concurrents et la saturation des transports routiers sur les autoroutes A1 et A3.
Le projet, d'abord abandonné sous sa forme initiale fin 2011 (Vinci, seul candidat privé encore présent s'étant retiré) est relancé en 2014, avec une mise en service dorénavant programmée en mars 2027 par une entreprise associant SNCF Réseau et Aéroports de Paris pour l'infrastructure et Hello Paris (société commune entre Keolis et RATP Dev) pour l'exploitation et la maintenance des trains.

Plan de la ligne prévue.

## Objectifs de CDG Express

Logo de la ligne.

La desserte de Paris par voie ferrée depuis l'aéroport de Paris-Charles-de-Gaulle est actuellement assurée par le RER B. Cette ligne comprend dans sa partie nord deux branches, dont une dessert l'aéroport avec une tarification spécifique. Avant le programme de rénovation achevé en 2016, la qualité du service était décriée avec notamment une signalétique non internationalisée, opaque et un fonctionnement erratique des trains.
Bien que la ligne B du RER traverse la région parisienne du nord au sud en passant par de grandes gares d’échanges à Paris (Gare du Nord, Châtelet - Les Halles), certains passagers aériens évitent d'emprunter le RER, inadapté à leurs besoins spécifiques en raison des équipements insuffisants qu'il leur propose, et utilisent des taxis ou des bus mais se trouvent parfois bloqués dans les bouchons de l'autoroute A1 ou de l'autoroute A3.
La création du CDG Express est étudiée parallèlement au projet de ligne 17 qui doit desservir l’aéroport Roissy-Charles-de-Gaulle à l'horizon 2030.
CDGX doit permettre le report modal de 15 % du trafic automobile et d’économiser ainsi 330 000 tonnes de CO2 du trafic routier sur 50 ans, mais aussi soulager le RER d'une partie des voyageurs en valise

## Histoire

### Premier projet

#### Débat public
Le projet CDG Express a été l'occasion du premier « débat public » en Île-de-France, organisé par la Commission nationale du débat public, organisé dans les derniers mois de 2003. Il a la particularité d'avoir fait accepter par le maître d'œuvre un changement dans le tracé prévu, notamment pour permettre l'utilisation d'infrastructures existantes, ce qui obligera à les moderniser.
La nouvelle relation, qui emprunterait une infrastructure de 32 km, dont 23 km sur des voies existantes, ne devrait rien coûter à la collectivité (si tout se passe comme prévu) : c'est en principe sur l'utilisateur, au travers du prix du billet, que seront répercutées l'intégralité du coût du projet et les marges de l'exploitant commercial (voir ci-dessous).
L'État, qui assurera le rôle de maître d'ouvrage sur le projet, a décidé de mettre la ligne en concession (construction et exploitation) avec une contrainte forte pour le futur exploitant, celle de recourir au service de SNCF Réseau pour la circulation des trains.
En juillet 2006, le ministre des Transports donne le coup d'envoi à la procédure de consultation sur le projet. Dans un communiqué de presse du 6 novembre 2006, le préfet de la région Île-de-France a indiqué que la mise en œuvre du CDG Express n'interviendrait qu'après la réalisation des améliorations de la ligne B du RER (RER B Nord +).
En janvier 2007, cinq groupements candidats ont été autorisés à concourir à l'appel d'offres lancé en mars 2007. L'enquête d'utilité publique a été lancée en novembre 2007. Le concessionnaire aurait dû être désigné au premier semestre 2008 et les travaux auraient dû commencer en 2008 pour une ouverture entre fin 2012 et 2015. Mais en juin 2008, il n’y a finalement plus qu’un seul candidat : Vinci.
La signature de la concession qui devait avoir lieu au début de l'année 2010 est finalement reportée. L'opération est remise en cause : la crise économique, qui a entraîné la baisse du nombre de passagers à Roissy, ainsi que les projets concurrents relatifs au Grand Paris compromettent en effet l'équilibre du projet. Vinci poursuit toutefois les discussions avec les pouvoirs publics. La liaison, si elle est finalement réalisée, ne devrait pas intervenir avant 2016. En septembre, les négociations sont au point mort : outre la concurrence du projet de métro du Grand Paris Express, le consortium craint les grèves du personnel appartenant au groupe SNCF, l'obligation lui ayant été faite de recourir à ce gestionnaire d'infrastructure, et souhaiterait capter la clientèle provenant de Grande-Bretagne arrivant à la gare de Paris-Nord, ce qui compromet l'implantation prévue du terminus à la gare de Paris-Est, avec une augmentation corrélative des coûts.

#### Compétition
Les cinq consortiums candidats retenus sont :
- Eiffage avec Macquarie Bank Ltd ;
- Bouygues avec Seco-Rail, RATP Développement, Fidepp et HSBC ;
- Vinci avec la CDC, Axa Infrastructure Investissement, Keolis ;
- Iridium Concesiones de infraestructuras SA avec Construcciones y Auxiliar de Ferrocarriles (CAF), S.A. ;
- FCC Construccion SA.

Mi-mai 2008, seul le groupement Vinci a déposé une offre, les autres candidats ayant renoncé, ce qui semble compromettre le projet. Mais selon Dominique Bussereau mi-2008 : « Il y avait cinq candidats au départ, mais c’est un projet complexe qui a découragé. Ce n’est certes pas la meilleure solution qu’il y ait un seul candidat. On verra bien. C’est comme un contrat de mariage, la négociation sur la dot sera sévère ». Jean-Louis Borloo trouve également normale la procédure : « Ça arrive fréquemment en fin d’appel d’offres. On n’est pas obligé de signer ».
Malgré les critiques sur son utilité et sa viabilité, et malgré le projet de Christian Blanc de réaliser une liaison directe reliant La Défense et Roissy, un arrêté interpréfectoral a déclaré CDG Express d’utilité publique le 19 décembre 2008. Le maire de Paris, lui, entend défendre a minima l'enfouissement sur une plus grande distance pour sauvegarder son projet de rénovation urbaine au niveau de la Porte de la Chapelle, liée notamment à l'arrivée du tramway T3b d'ici 2012. Le projet est attribué en concession au groupe Vinci pour une mise en service espérée en 2014, mais le groupe abandonne le dossier fin 2011 faute de financements,.

### Second projet

#### Déblocage du dossier
Le 15 novembre 2010, jugeant que le projet CDG Express est dans l'impasse, et manifestant un intérêt de la région Île-de-France pour l'amélioration de la desserte de Roissy, Jean-Paul Huchon annonce qu'il « ouvre la voie à la mise en œuvre du projet du Charles-de-Gaulle express à la condition d’une reprise en main du projet par le STIF, de la réintégration du projet dans la tarification francilienne et de l’aménagement de quelques stations. Lors d'une réunion organisée le 18 novembre 2010 à La Défense dans le cadre des débats publics sur le prolongement du RER E, d'Arc Express et du Grand Paris Express, le projet du STIF a été davantage explicité : il est également envisagé de faire passer ce CDG Express remanié dans le tunnel du RER E avec des arrêts envisagés dans les gares de La Défense (32 minutes pour Roissy), Porte Maillot, Haussmann - Saint-Lazare, Magenta, puis (hors voies du RER E) Stade de France et Le Bourget.
Selon des informations relayées par la presse en avril 2011, CDG Express pourrait ne jamais voir le jour en raison de son coût jugé trop élevé, son tracé loin des quartiers d'affaires de la capitale et la concurrence du projet Grand Paris Express.
En juin 2011, la Régie autonome des transports parisiens (RATP), qui n'a pas obtenu le prolongement de la ligne 14 du métro jusqu'à Roissy dans le cadre du Grand Paris Express, propose aux pouvoirs publics et à la SNCF une alternative pour débloquer le dossier CDG Express. Il s'agirait de mettre en place une liaison express (trajet direct) entre la gare du Nord (en surface) et l'aéroport de Roissy-CDG. La SNCF et la RATP seraient coopérateurs de cette ligne, qui utiliserait des rames de RER MI84 rénovées (en provenance de la ligne A du RER). La tarification - adaptée - permettrait vraisemblablement aux usagers d'effectuer une correspondance gratuite avec les autres moyens de transport dans Paris. L'investissement aurait un coût nettement moindre que pour CDG Express (il serait compris entre 150 et 200 millions d'euros) et la date de mise en service pourrait être envisagée beaucoup plus tôt (fin 2013), sans attendre d'hypothétiques travaux pour transférer le terminus de cette ligne dans une gare ayant plus de capacités,.

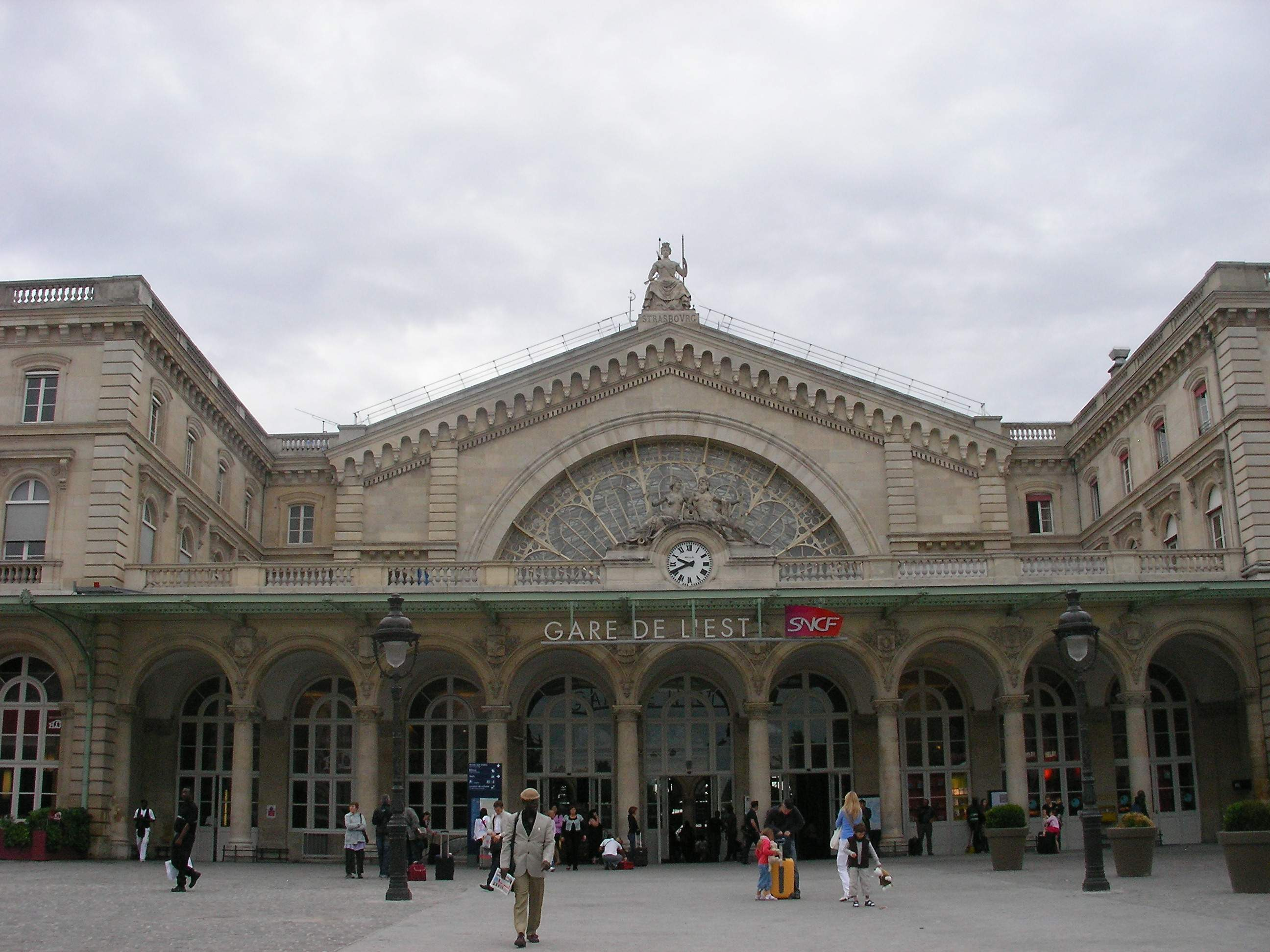
Le projet CDG Express a pour terminus la Gare de l'Est.

Finalement, au vu des incertitudes concernant le trafic attendu, des difficultés de financement, et de l'abandon de Vinci, seul candidat encore en lice, le projet est définitivement abandonné sous sa forme initiale en novembre 2011. Toutefois, le gouvernement ne renonce pas à la réalisation de la liaison, et prévoit une consultation plus large des divers acteurs concernés par le projet afin de le relancer sous une autre forme, dans laquelle l'État participerait financièrement.
Depuis que le groupe Vinci a jeté l’éponge, le projet semblait abandonné mais l’idée a été reprise par la RATP. Le nouveau tracé devrait relier directement l’aéroport à la gare de l’Est (la gare du Nord ne pouvant plus accueillir de trafic supplémentaire) puis au quartier d’affaires de La Défense par raccordement à la ligne E du RER qui doit être prolongée vers la gare de Mantes-la-Jolie en passant par La Défense et Nanterre. Concrètement, la construction et la maintenance de la ligne seraient du ressort de RFF. L'exploitation future, elle, serait assurée conjointement par la SNCF et la RATP, réunies dans une société commune, où elles pourraient faire la démonstration de leur capacité de travailler ensemble. Pour le financement, la création d'une structure dédiée serait à l'étude. En 2012, le consensus sur le projet semble assez large,.
Le 3 juin 2014, l’État, Aéroports de Paris (ADP) et Réseau ferré de France (RFF, devenu SNCF Réseau) ont annoncé la création d’une société d’études commune chargée de préparer la réalisation de la liaison. La société d'études doit actualiser le coût et les prévisions de trafic. Selon lesechos.fr, le financement est estimé à 1,7 milliard d'euros (valeur 2019) mais reste à consolider au cours de l'année 2015. Les travaux commenceraient en 2017 pour une mise en service escomptée en 2023 a indiqué Frédéric Cuvillier, alors secrétaire d'État chargé des Transports. En novembre 2014, le Premier ministre Manuel Valls nomme un coordinateur interministériel, Vincent Pourquery de Boisserin, chargé du suivi du dossier pour le gouvernement. L’État souhaite obtenir des financements européens.
Mi-octobre 2015, le Premier ministre, Manuel Valls, annonce la transmission au Conseil d’État au début de 2016 d'une ordonnance visant à créer la société devant prendre en charge ce projet porté par ADP et SNCF Réseau. Toutefois, pour réduire les coûts et les délais de réalisation, l’État renoncerait à l'enfouissement des voies dans le secteur de la porte de la Chapelle et du futur quartier Chapelle-Charbon au profit de la réutilisation d'un tronçon de la Petite Ceinture, ce que la Ville de Paris rejette jugeant les nuisances sonores trop importantes pour les futurs riverains.
En février 2016, l'Autorité de régulation des activités ferroviaires et routières (ARAFER) rend un avis favorable sur le projet d'ordonnance relative au projet. Sur le volet financier du projet, l'ARAFER considère que « l’esprit de la loi portant réforme ferroviaire commande de couvrir la participation de SNCF Réseau au capital de la société de projet par des financements publics » suggérant une participation de l’État, ou d'aides européennes via le « Plan Juncker » et le mécanisme pour l'interconnexion en Europe<, au financement du projet de cette ligne. Le régulateur estime en effet que c'est à l'État, et non à la SNCF, d'abonder le capital de la future société au nom de la maîtrise de la dette de l'entreprise ferroviaire publique.
L'ordonnance du 18 février 2016 « relative à la réalisation d'une infrastructure ferroviaire entre Paris et l'aéroport Paris-Charles de Gaulle », prise en application de la loi pour la croissance, l'activité et l'égalité des chances économiques, dite « loi Macron », prévoit d'attribuer à une « société détenue majoritairement par SNCF Réseau et Aéroports de Paris (...) une concession de travaux ayant pour objet la conception, le financement, la réalisation ou l'aménagement, l'exploitation ainsi que la maintenance, comprenant l'entretien et le renouvellement, d'une infrastructure ferroviaire destinée à l'exploitation d'un service de transport de personnes entre Paris et l'aéroport Paris-Charles de Gaulle ». Le gestionnaire d’infrastructures détenu à parts égales par le groupe ADP, SNCF Réseau et la Caisse des dépôts s’est vu confier la concession pour une durée de 50 ans à compter du démarrage de l’exploitation.
Une enquête publique se déroule au premier semestre 2016 en vue d'une possible mise en service à l'horizon 2023. Le parti EELV dépose le 19 avril 2016 une requête devant le tribunal administratif pour contester les facultés d'expropriation accordées par l'ordonnance du 18 février pour la réalisation du projet. La consultation publique est rouverte du 8 juin au 12 juillet 2016. Fin octobre, le commissaire enquêteur rend un avis favorable assorti de deux réserves ; il estime nécessaire d'établir « un plan de financement avec une répartition chiffrée (...) et grille de circulation confirmant l'absence d'impact sur le fonctionnement des lignes existantes, RER B et lignes K et H du Transilien ». En octobre 2018, la ville de Mitry-Mory et plusieurs particuliers dont l'élu EELV Pierre Serne sont déboutés par le Conseil d'État de leur recours qui contestait l'arrêté interpréfectoral du 31 mars 2017, la juridiction estimant que le dossier d'enquête publique était suffisamment documenté et actualisé.
Le rapport jugeant la liaison piétonne souterraine indispensable entre les gares du Nord, de l’Est et de Magenta pour assurer l’efficience de la liaison CDG Express avec les différentes correspondances possibles des transports franciliens et des TGV, les opérateurs intègrent celle-ci au projet. L'établissement d'un plan de financement avec répartition chiffrée selon les modalités prévues (acteurs, nature et montants) et d'une grille de circulation confirmant l’absence d’impact sur le fonctionnement des lignes existantes, l’arrêté inter-préfectoral de déclaration d'utilité publique modificative du projet CDG Express est signé le 31 mars 2017. Il  modifie la déclaration d’utilité publique obtenue en décembre 2008 et prorogée pour cinq ans en 2013.

#### Texte de loi
En septembre 2016, le Parlement débat en urgence (une seule lecture par chambre) du projet de loi de deux articles présenté le 6 septembre au Conseil des ministres : « L'article premier de la loi vise à ratifier l'ordonnance no 2016-157 du 18 février 2016 qui confie, dans le cadre d'un contrat de concession de travaux, la mission de conception, financement, réalisation et exploitation de l'infrastructure ferroviaire du CDG Express à une société, filiale de la SA SNCF Réseau et de la société anonyme Aéroports de Paris. L'article 2 porte sur le choix de l'exploitant du service de transport. Il vise à permettre, compte tenu des spécificités du projet, sa désignation selon les mêmes modalités que celles retenues pour la désignation des exploitants des services de transport des lignes du Grand Paris Express ». 

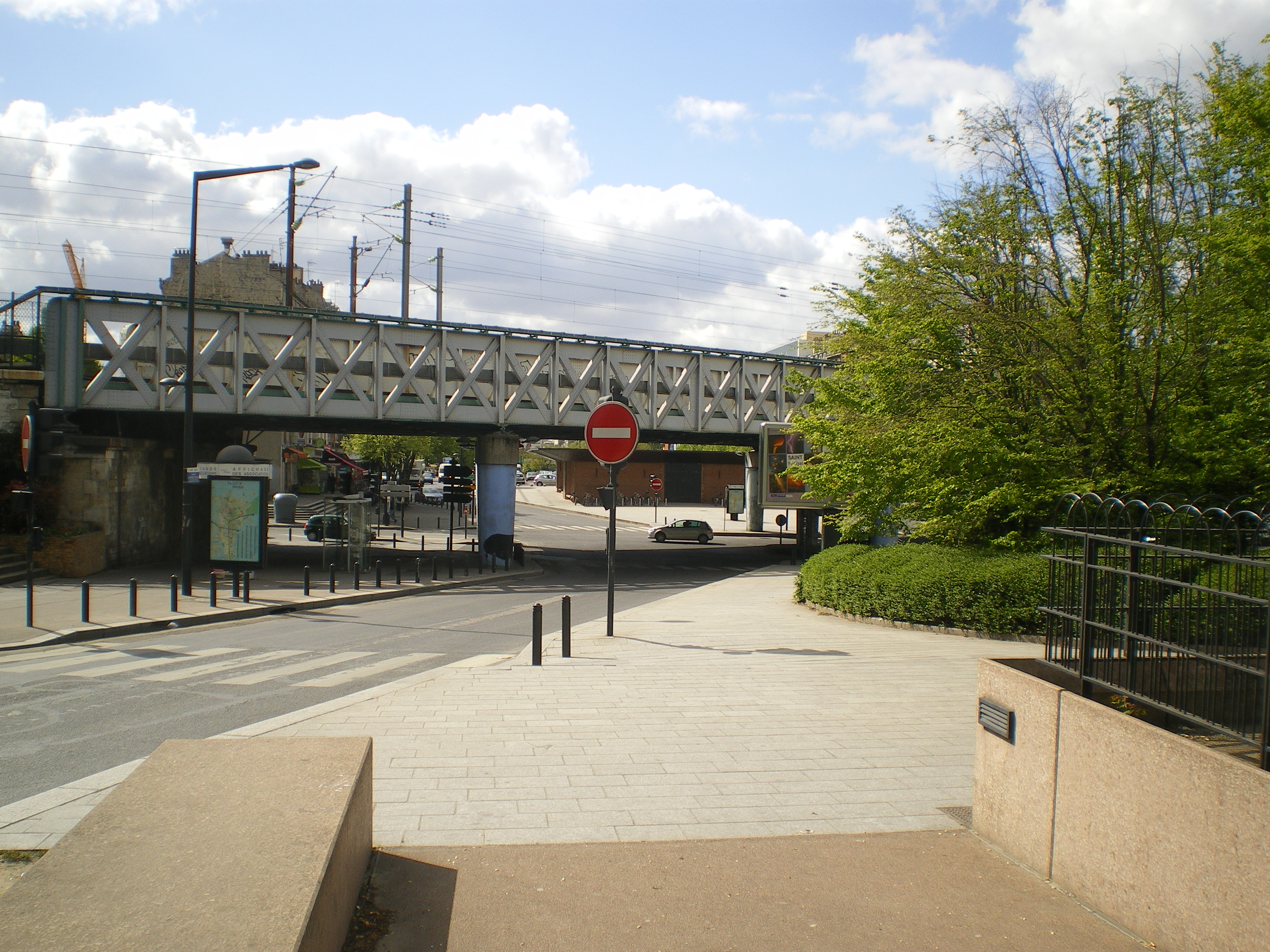
Le pont de Soissons doit être remplacé à l'été 2027.

Selon le député PS et rapporteur du projet de loi Philippe Duron, CDG Express empruntera 24 km de voies existantes utilisées notamment par la ligne K et en cas d’incident par le RER B : « Le CDG Express n’aura d’impact sur la circulation du RER B qu’en cas de situation dégradée. Dans 98 % des cas, il n’y aura aucune interférence », précisant que 125 millions d'euros du 1,4 milliard du projet seraient consacrés à des aménagements sur le RER B. La taxe d'1 euro sur les billets d’avion pourrait être adoptée dans le projet de loi de finances 2017 et les travaux débuter en 2018, Paris Aéroport (ex-Aéroports de Paris) annonçant avoir profité de la fermeture de la piste 2 de Roissy en 2016 pour mener des « travaux préparatoires » de 4,5 millions d'euros pour un tronçon du tunnel souterrain du CDG Express. Le projet de loi est adopté en commission le 20 septembre par les députés. L'investissement de SNCF Réseau estimé à 250 millions d'euros posant une question de compatibilité avec la « règle d'or » votée en 2014 pour limiter les capacités d'endettement de la SNCF, le gouvernement pourrait y déroger en raison de la spécificité du projet. Face aux critiques, relayées notamment par le député Bertrand Pancher, des compagnies aériennes comme Air France à propos de la nouvelle taxe sur les passagers aériens, le PDG de Paris Aéroports Augustin de Romanet précise qu'elle concerne « uniquement les passagers qui ne sont pas en correspondance, pour ne pas pénaliser le hub [alors que] le financement de cette opération (...) va nécessiter plus d’un milliard d’euros d’emprunt pour les six ans de travaux, pendant lesquels nous n’aurons aucune recette. » L'Assemblée nationale adopte le projet de loi le 27 septembre 2016, le débat ayant permis au secrétaire d’État aux transports Alain Vidalies de confirmer au député de Saint-Denis Mathieu Hanotin le remplacement du vétuste pont de Soissons,.
Il est débattu au Sénat le 7 novembre 2016 et adopté sous une forme amendée. Sous la pression d'Air France, la taxe sur les billets d'avion ne sera perçue qu'à compter de la mise en service du CDG Express et non dès 2017 comme envisagé. Le gouvernement doit proposer un mécanisme de financement alternatif pour la période entre 2017 et 2023. Par ailleurs, une commission mixte paritaire doit proposer un texte commun aux deux chambres.
En décembre 2016, il est annoncé qu'ADP et SNCF Réseau sont rejoints par la Caisse des dépôts et consignations pour apporter un total de 400 millions d'euros de fonds propres, auxquels ADP ajoute 100 millions d'euros d'avances remboursables. Ces montants rendent possibles l'activation de la taxe sur les passagers, d'un montant maximal de 1,40 €, au moment de la mise en service de cette ligne, tout en réunissant les montants suffisants pour faire appel aux banques afin d'emprunter le complément de financement nécessaire,.
Le projet de loi modifié est adopté définitivement le 20 décembre 2016 après le vote par le Sénat du texte amendé voté la veille par l'Assemblée nationale.

### Processus de réalisation

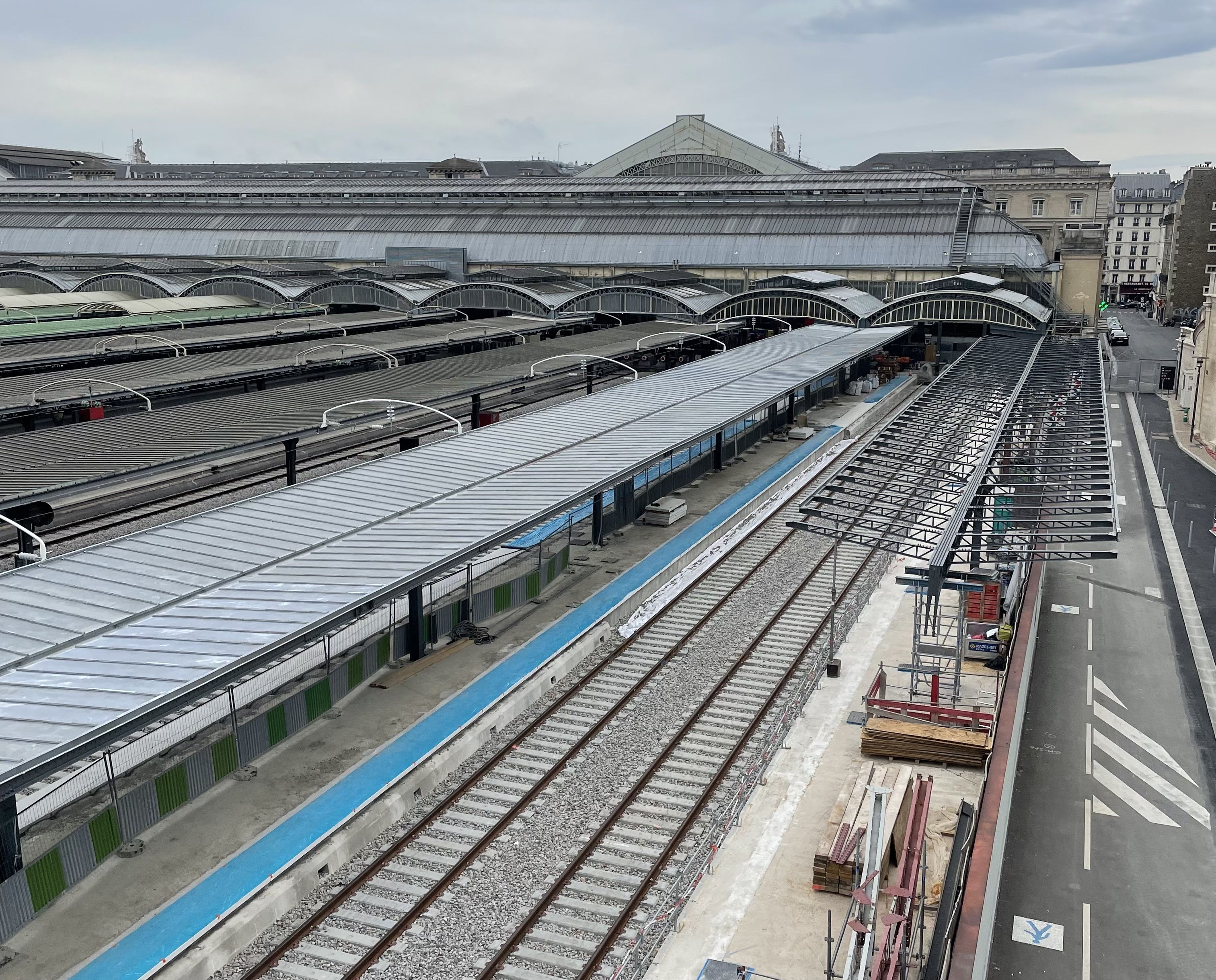
Aménagement de quais du CDG Express à la gare de Paris-Est.

Fin juin 2017, la Commission européenne valide une aide de 1,32 milliard d’euros accordée au projet qui prendra la forme d'« une subvention exonérée d’impôt qui sera financée par un prélèvement imposé à partir de 2024 à tous les passagers empruntant l’aéroport Charles-de-Gaulle » et accepte un mécanisme de type garantie publique (cession Dailly acceptée) pour garantir le remboursement des prêts du concessionnaire.
Alors que l'organisation à Paris des Jeux olympiques de 2024 a été attribuée à la France en septembre 2017, le Gouvernement annonce en novembre 2017 qu'il accordera un prêt de 1,7 milliard d'euros au gestionnaire d'infrastructures du CDG Express en raison de la frilosité des banques pour financer des infrastructures de transport. Ce prêt est un temps annulé par le Sénat dont certains membres manifestent ainsi leur inquiétude sur le projet de la ligne 17. SNCF Réseau chiffre alors le projet à 2,12 milliards d'euros car aux 1,58 milliard estimé en 2014, il faut rajouter 540 millions représentant les coûts de fonctionnement de la société, les coûts d'indexation et les frais financiers. Le gestionnaire d'infrastructure (GI), qui prendra la forme d'une société par actions simplifiée, apportant 495 millions répartis à parité entre ADP, SNCF Réseau et la CDC (et un éventuel apport complémentaire de 100 millions d'ADP), l'emprunt de l’État sur 50 ans vient compléter le budget. Entre 2024 et 2030, le risque commercial sera assuré par l’État, qui pourra prendre les mesures adéquates pour corriger le contrat de concession, avant qu'il ne soit transféré en 2030 au GI. Il sera alimenté par la taxe sur les billets d'avion d'un montant maximal de 1,40 € et les redevances de péages sur les voies de SNCF Réseau (environ un milliard) et les 8 kilomètres de voies nouvelles (environ trois milliards sur la durée de concession).
En décembre 2018, Grégoire Marlot, ancien cadre de SNCF Réseau et déjà chargé de préfiguration de la structure depuis le printemps précédent est désigné président du gestionnaire d'infrastructure.
Les nombreux travaux à effectuer  sur l'axe nord avant les Jeux olympiques et paralympiques de 2024 rendent difficile de tous les réaliser sans trop entraver le trafic. Aussi SNCF Réseau envisage un temps de différer certains aménagements à réaliser sur les voies existantes. Le temps de transport du CDG Express serait alors plutôt de 23 minutes, au lieu de 20 minutes, pendant les premières années de l'exploitation, mais cette solution n'est pas retenue et la mise en service reportée au-delà des Jeux.

#### Choix de l'exploitant
Le choix de l'exploitant-mainteneur doit être fait entre Transdev et le groupement Keolis-RATP Dev d'ici début 2019. Le rejet en octobre 2018 du recours en Conseil d'État ouvre la voie à la création de la société. Pour cette désignation, sous la pression de Transdev, la ministre chargée des transports Élisabeth Borne se déporte en raison de ses fonctions passées à la RATP et à la SNCF. Le choix sera assuré par le ministre de la Transition écologique et solidaire François de Rugy.
Les deux candidats sont auditionnés par la direction générale des Infrastructures, des Transports et des Mobilités en septembre 2018, et une seconde audition a été organisée le 25 octobre pour départager les dossiers, les deux groupements souhaitant se mettre en valeur avant l'ouverture à la concurrence des nouvelles lignes du Grand Paris Express puis du réseau existant. L'alliance RATP Dev-Keolis propose le constructeur français Alstom comme fournisseur des trains, en utilisant son Régiolis, déjà homologué et éprouvé sur le réseau français. Le concurrent Transdev s’appuie sur les fonds d’investissements Mirova et Demeter, et achèterait au suisse Stadler Rail (avec lequel il remporte début novembre 2018 un contrat à Hanovre),. Keolis-RATP Dev propose d'entretenir le matériel roulant dans le technicentre de Paris-Est déjà existant et avec des réserves de capacité, mais éloigné du faisceau de CDG Express, alors que Transdev propose le site de la Halle Pajol (18e arrondissement) , avec un atelier qui reste à bâtir. Transdev vante un service haut de gamme avec une forte présence humaine : « Il y aura quelqu'un à bord de tous les trains, en plus du conducteur, pour assister et renseigner les clients. » Enfin, les deux concurrents se proposent d'avoir des tarifs différenciés du tarif de base à 24 euros, par exemple pour les groupes (Transdev) ou les titulaires de la carte Navigo (Keolis-RATP Dev).
Mi-novembre 2018, Transdev saisit l'Autorité de la concurrence contre l'alliance entre RATP et SNCF accusés de former un duopole tentant de décourager l’entrée de concurrents sur le marché ferroviaire francilien. Il déplore aussi le refus d'utiliser le terrain dédié proposé par l’État (que Keolis justifie par le fait d'éviter « un chantier long et risqué et fait économiser 50 millions d’euros ») dans la ZAC Pajol au profit du Technicentre Paris-Est, à Noisy-le-Sec, qui obligerait à faire circuler les trains à vide sur des voies déjà saturées. Cette action juridique menace alors la date d'attribution du marché, alors que le calendrier de réalisation est déjà contraint, mais en janvier 2019, on apprend que Transdev renonce à ce recours.
Le 19 novembre 2018, le ministère du Développement durable annonce le choix comme exploitant l'alliance entre Keolis et RATP Dev. Après la conclusion du contrat de concession le 11 février 2019 permettant la réalisation des infrastructures ferroviaires et le démarrage des travaux, l’État signe en juillet 2019 avec Hello Paris (dénomination de la filiale réunissant Keolis et RATP Dev) le contrat de service public pour exploiter pendant 21 ans (soit 15 années d’exploitation commerciale, une fois les travaux achevés).
Les aléas de la décennie 2020 (décisions de justice, reports, inflation...) font passer le coût global du projet de 2,2 milliards d’euros, répartis entre 400 millions de fonds propres apportés par les actionnaires et un prêt de 1,8 milliard garanti par l’État, à 2,6 milliards.

#### Matériel roulant
L'exploitant, Hello Paris avait proposé dans son dossier de candidature le train Régiolis (dit aussi Coradia Liner) fabriqué par Alstom, puis CAF. Durant l'été 2019, Hello Paris commande 13 rames Coradia, dans une version adaptée pour la desserte aéroportuaire, qui seront assemblées sur le site CAF France de Reichshoffen, racheté en 2022 par le constructeur CAF.

Rames Coradia destinées au CDG Express, ici sur les voies du Port autonome de Strasbourg.
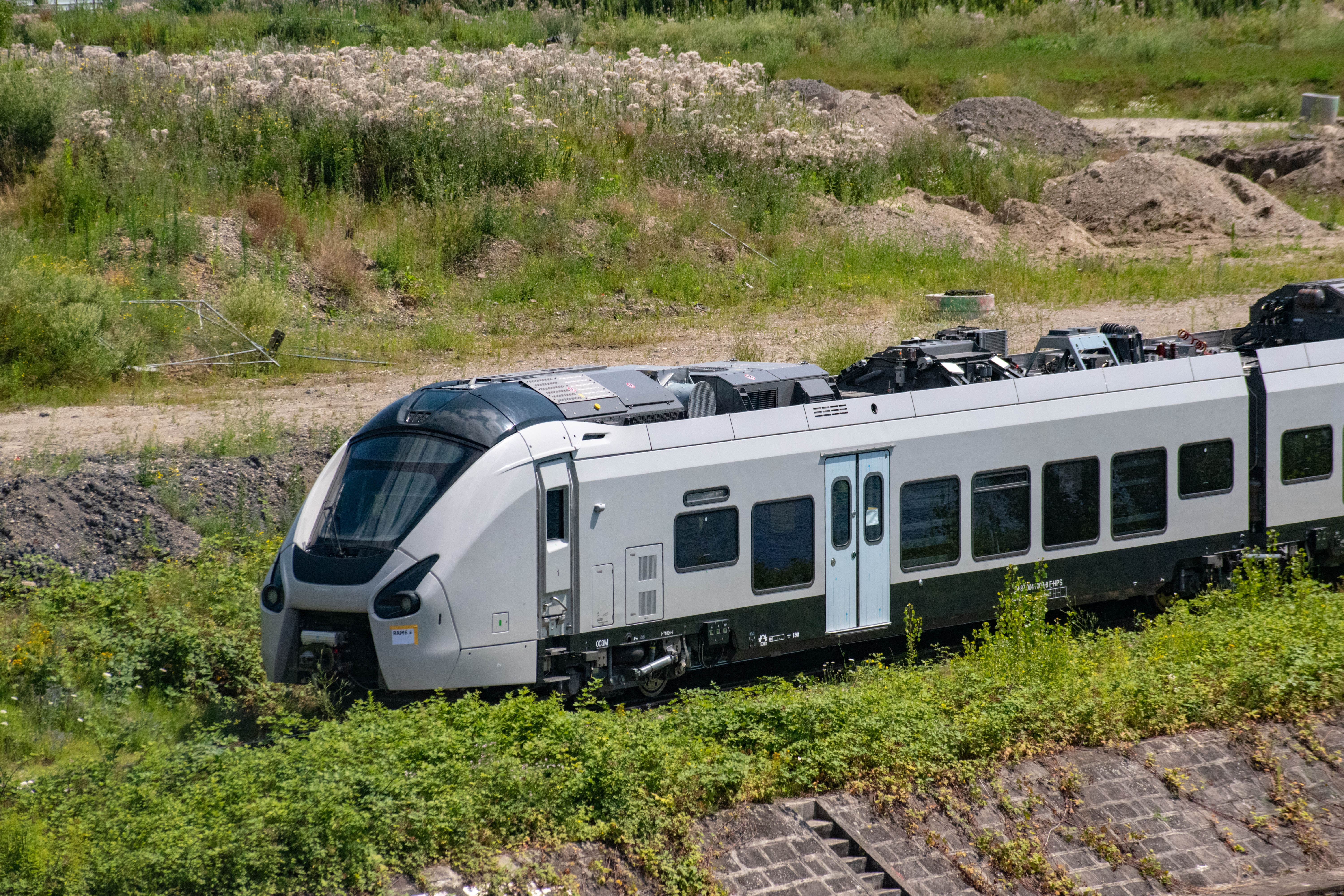
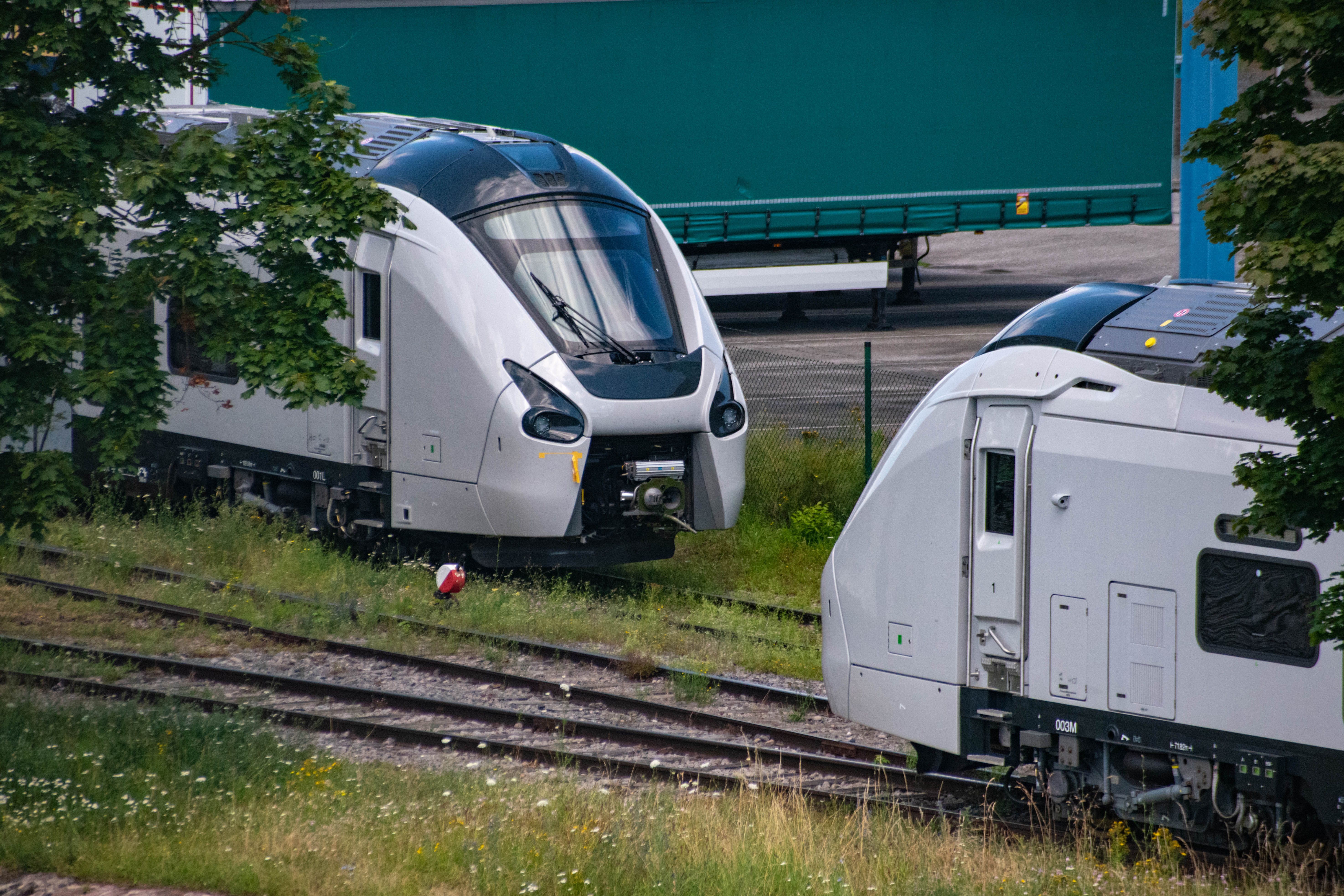
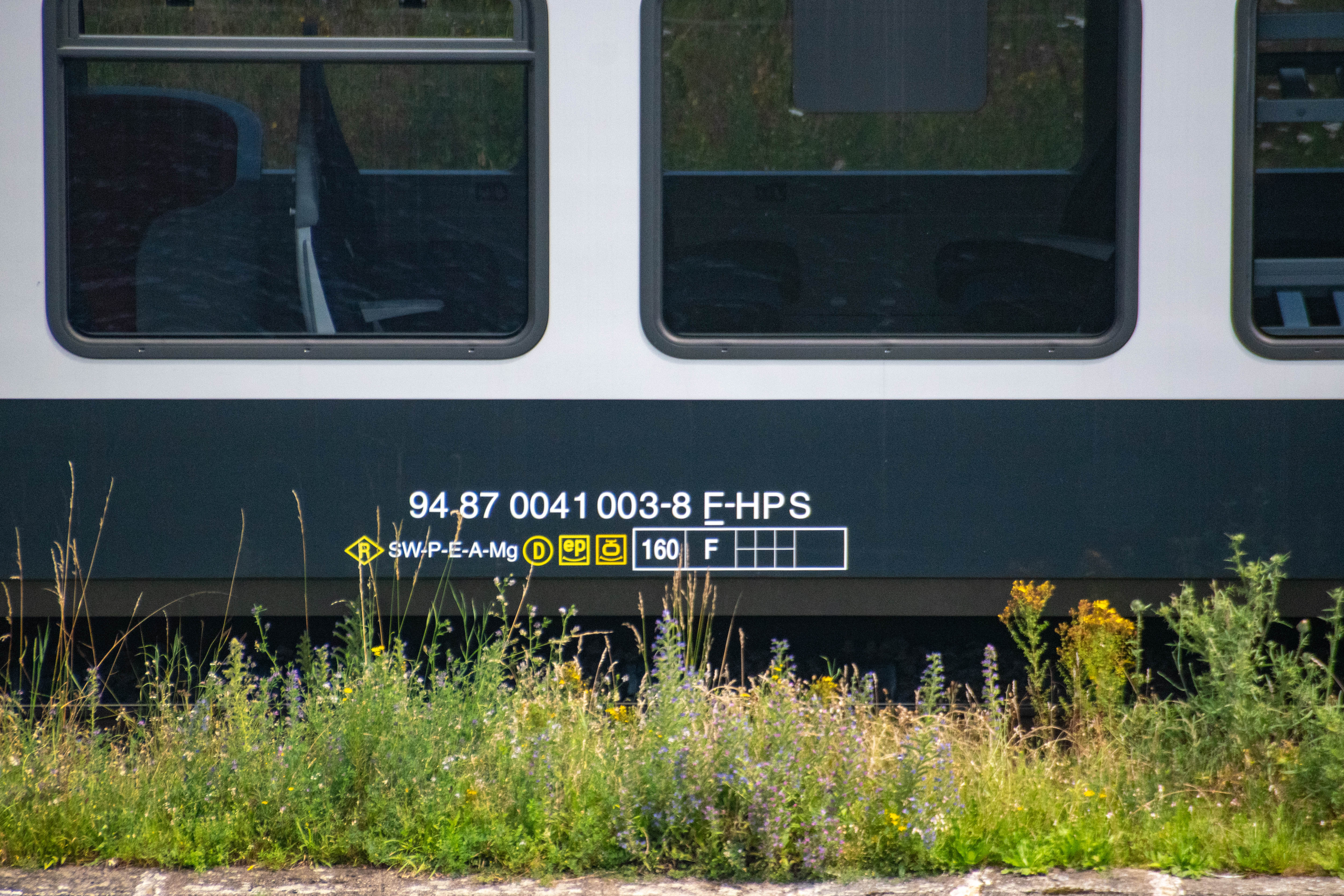
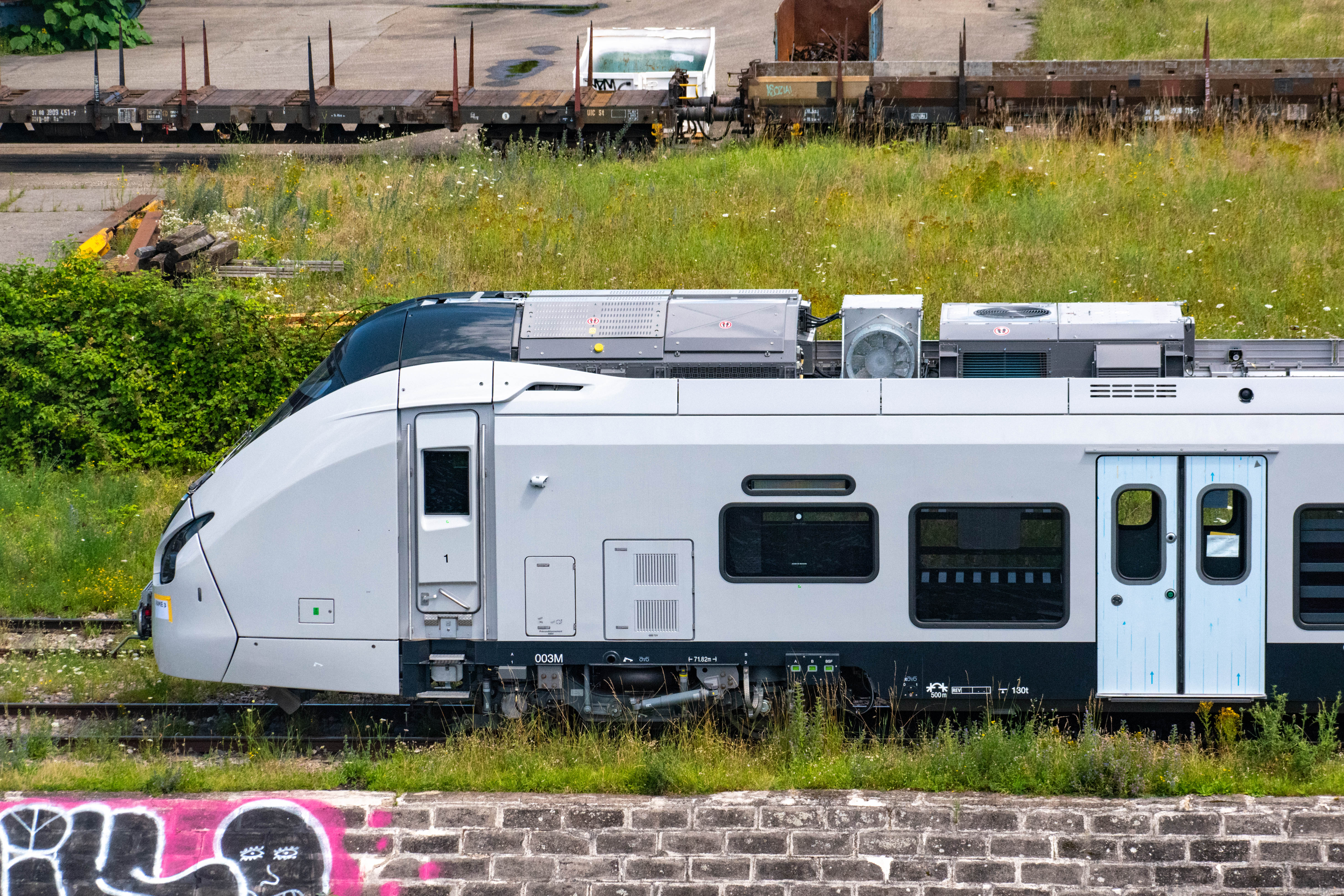

## Tracé et stations

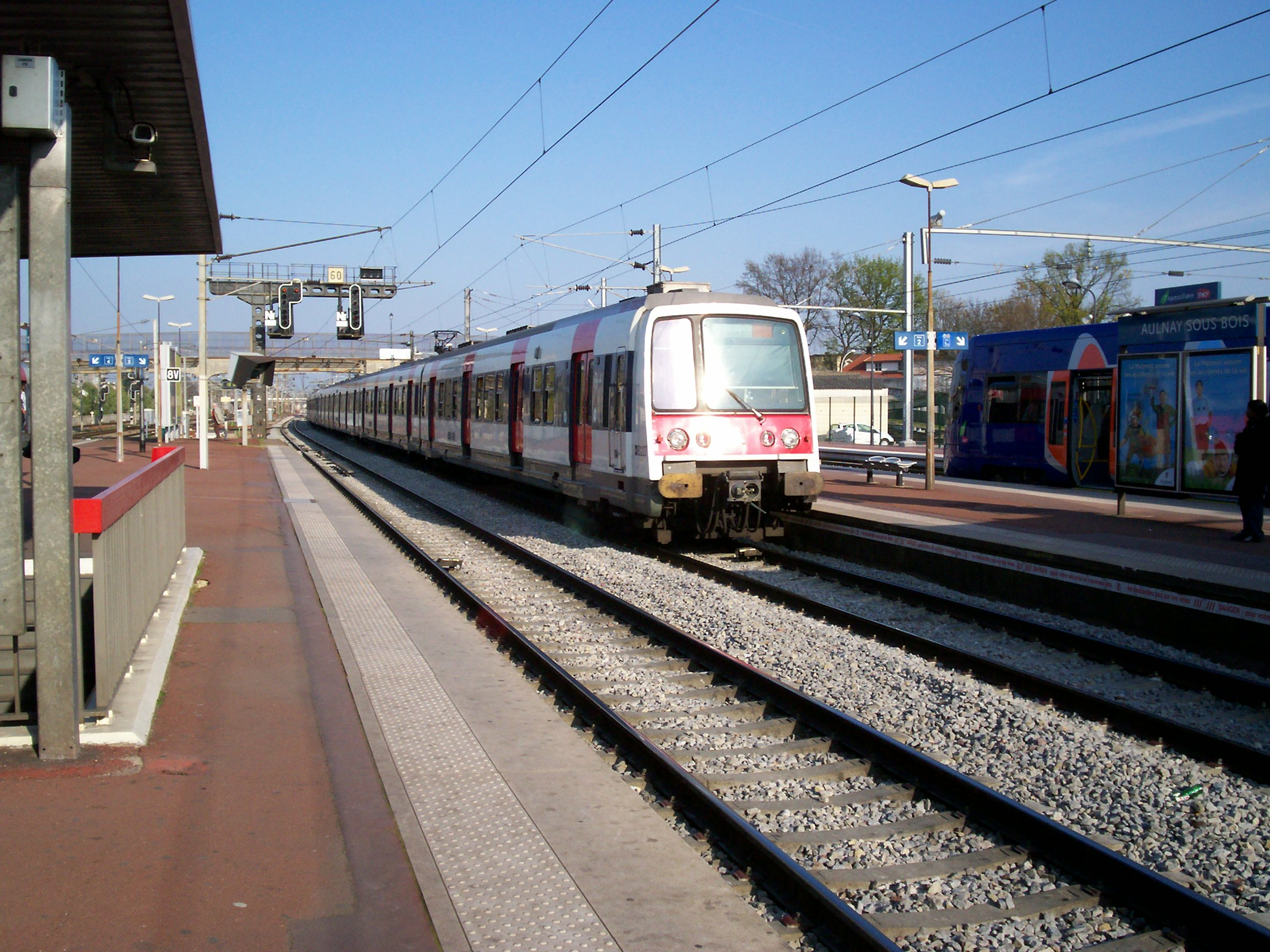
Les voies principales de la ligne La Plaine – Hirson, ici à Aulnay-sous-Bois, seraient utilisées par les rames du CDG Express, celles du RER B circulant uniquement sur les voies bis.

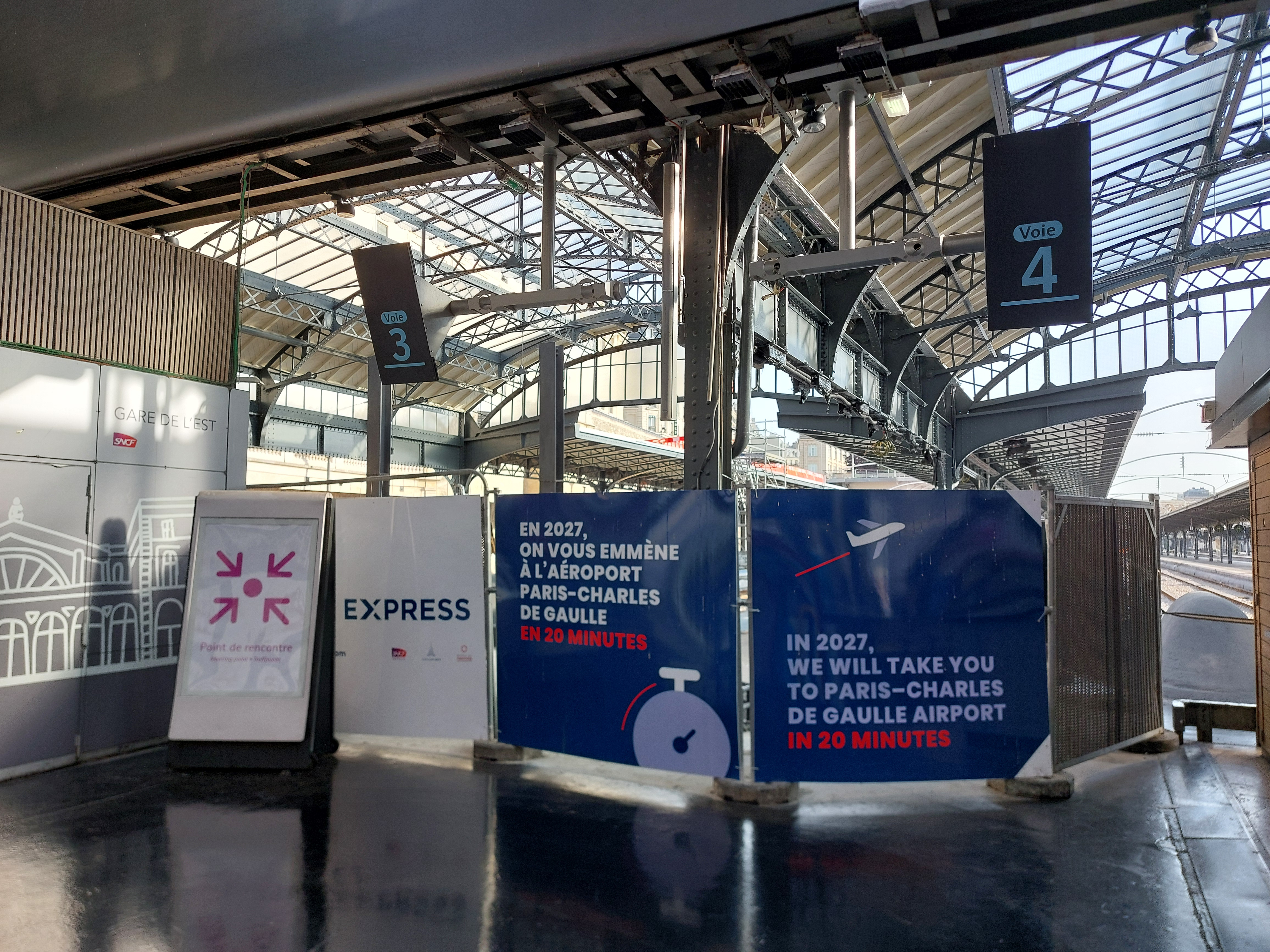
Les voies 3 et 4 de Paris-Est seront les voies principales de la liaison.

Le recours à un long tunnel a été abandonné au profit d'une solution combinant l'utilisation d'infrastructures existantes et la réalisation de portions nouvelles, en tranchée ou en surface.
D'après les conclusions du débat public, CDG Express doit quitter la gare de l'Est depuis trois quais existants qui lui sont réservés. 
Dans le cadre de la modernisation du bipôle Gare du Nord - Gare de l'Est, Île-de-France Mobilités décide en 2018 de prolonger le tunnel Château-Landon sous la rue La Fayette jusqu’à la gare de Magenta, avec des ascenseurs pour rejoindre les quais du CDG Express, qui doit donc cofinancer le projet,.
CDGX rejoint ensuite les voies de Paris-Nord par une liaison nouvelle à double voie. Elle passe sous la zone industrielle CAP 18, entre la Croix de l'Évangile à l'est et le parc Chapelle-Charbon à l'ouest, nécessitant le creusement d'une tranchée couverte de 330 mètres.
Le raccordement émerge ensuite au niveau de l'ancienne gare de La Chapelle-Charbon avant de traverser le boulevard Ney en viaduc et de rejoindre le faisceau de Paris-Nord.
À partir de la porte de la Chapelle, la ligne longera le RER B en empruntant les voies rapides de la ligne de La Plaine à Hirson. Les travaux menés pour le CDG Express financent le remplacement de 40 km de voies utilisées en particulier par la ligne K et le renouvellement des ponts ferroviaires de la Porte de la Chapelle et du pont des cathédrales par des ouvrages en acier-béton, améliorant ainsi la performance du réseau et permettant l’arrivée de trains à deux niveaux pour le RER B. 
Entre les gares de La Plaine et d'Aulnay-sous-Bois, les travaux de modernisation doivent permettre de relever la vitesse de circulation des trains des lignes K et du TER Paris-Laon, de 120 à 140 km/h sur 22 kilomètres, sur deux voies existantes, parallèles à celles du RER B. Au niveau de Mitry-Mory, le CDG Express rejoint une voie nouvelle dédiée de 6 km parallèle aux voies LGV Interconnexion jusqu’à la commune de Tremblay-en-France pour alors emprunter un tunnel d'un kilomètre construit par ADP, sous les pistes no 2 et 4 de l’aéroport pour aboutir au terminus en gare de l'aéroport Charles-de-Gaulle 2 TGV. Quatre ascenseurs et cinq escalators font alors le lien avec le hall l’aéroportuaire.

### Stations
|  |   |  | Station                          | Lat./Lont.                  | Communes desservies                 | Correspondances            |
|  | - |  | -------------------------------- | --------------------------- | ----------------------------------- | -------------------------- |
|  | ■ |  | Gare de l'Est                    | 48° 52′ 34″ N, 2° 21′ 30″ E | 10e                                 | Grandes lignes (Paris-Est) |
|  | ■ |  | Aéroport Charles-de-Gaulle 2 TGV | 49° 00′ 17″ N, 2° 34′ 13″ E | Le Mesnil-Amelot Tremblay-en-France | CDGVAL                     |

### Travaux connexes
Le projet comprend la régénération totale des installations concernant les voies des relations Paris-Laon et villes intermédiaires entre La Plaine et Mitry (voies, caténaires, ...) mais aussi toutes les installations communes au RER B (Pont de Soissons, Block automatique en 400Hz sur batteries, alimentation de la signalisation en 50Hz au lieu du 83Hz avec suppression des groupes tournants convertisseurs 50/83Hz ainsi que les groupes électrogènes diesel procurant ainsi une meilleure fiabilité et régularité au RER B ce que ne pourrait apporter la ligne 17, projet, par ailleurs, très contesté en milieu rural et dépendant de crédits publics.
Le 4 novembre 2021, Île-de-France Mobilités annonce le report à fin 2026 de la mise en service du CDG Express. Le 28 avril 2022, au moment où s'achève la réalisation des 600 mètres de tunnel passant sous les pistes d’atterrissage et de décollage, la cour administrative d'appel de Paris valide la reprise du chantier de construction de la liaison rapide directe entre la gare de Paris-Est et l'aéroport de Paris-Charles-de-Gaulle. La cour estime que le projet revêt un intérêt public majeur qui justifie de déroger aux dispositions du code de l'environnement relatives à la protection des espèces animales,. Cet aléa judiciaire entraîne en juin 2023 le report de la mise en service de la ligne est repoussée en mars 2027,.

## Exploitation
La liaison entre l’aéroport de Roissy-Charles de Gaulle et la gare de l’Est est programmée sept jours sur sept, de cinq heures à minuit, avec un train toutes les 15 minutes pour un trajet assuré en 20 minutes. Sous les voies à Roissy, les voyageurs disposent d’une salle d’embarquement vers les avions.
La conception des rames devrait être soignée pour être en rapport avec le niveau de service promis. Elles effectueront le trajet en 20 minutes sans arrêt intermédiaire avec une fréquence au quart d'heure. Ce temps de parcours et cette fréquence sont à comparer avec un trajet d'environ 30 minutes pour le RER B, mais avec des fréquences plus élevées et une desserte directe de plusieurs gares de correspondance du centre de Paris (Châtelet - Les Halles, Saint-Michel - Notre-Dame, Denfert-Rochereau) et d'une partie de la banlieue sud.
En cas d'aléa de circulations du RER B ou de CDGX, la réorganisation de l’exploitation est facilitée par la création de voies de retournement pour le RER, financées par CDGX. Le 14 avril 2021, Valérie Pécresse menaçait SNCF Réseau de ne plus payer les péages des trains de la région si celle-ci ne fournit pas un plan de secours pour rendre les travaux du RER B indépendants des travaux du CDG Express en cas de blocage de ce dernier par la justice.

## Un projet contesté

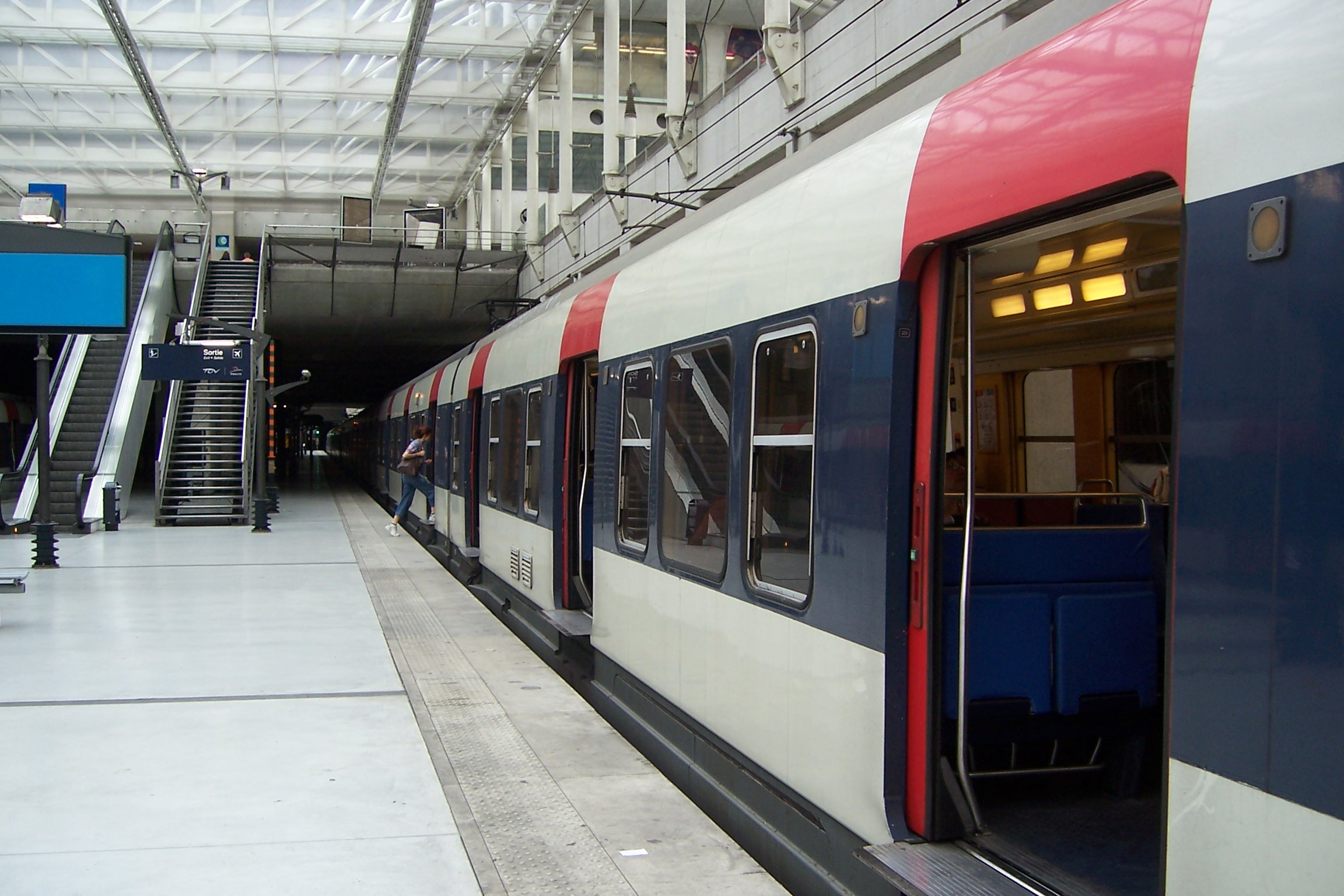
Une rame du RER B, à la gare de l'aéroport Charles-de-Gaulle 2 TGV.

Lors de la phase de débat public en 2003, à une époque antérieure au projet RER B Nord +, CDG Express a suscité de vives critiques de la part d'utilisateurs actuels du RER B : les oppositions étaient fortes, non seulement en raison du tracé prévu initialement, mais aussi parce que l'opération devrait donner naissance à un moyen de transport réservé aux seuls passagers pouvant payer un prix bien supérieur à celui qui est pratiqué habituellement dans les transports franciliens. Le prix de 20 euros par personne pour un aller-simple est avancé, à comparer au tarif d'un trajet via le RER B, de 8,70 euros en 2010 (9,75 € en 2014, 10 € en 2015 et 11,45 € en 2023). S'agissant d'un ticket spécial, il ne devrait pas permettre d'utiliser gratuitement le réseau du métro une fois arrivé à la gare de l'Est (alors qu'un billet origine-destination utilisé sur la ligne B du RER donne droit gratuitement aux correspondances intra-muros) ; en outre, il ne sera pas possible d'utiliser CDG Express avec un abonnement chargé sur une carte Navigo.
En l'absence de conditions tarifaires spécifiques, les salariés de l'aéroport habitant Paris et les riverains dudit aéroport seraient obligés de se rendre à Paris par le RER B. Pour les voyageurs et les touristes à destination de l'aéroport qui n'emprunteraient pas la navette CDG Express, la ligne B, moins confortable car les trains ne sont pas spécifiquement prévus pour des voyageurs avec des valises, est également moins sûre en Seine-Saint-Denis. C'est d'ailleurs cette situation d'insécurité qui avait entraîné la création de trains directs à la fin des années 1990.
Des utilisateurs de la ligne affirment en 2010 qu'une amélioration du RER B pourrait suffire à le rendre plus attractif et donc suffisant. Ainsi lors de l'ouverture de la ligne de Roissy en 1976, à une époque où la ligne désormais empruntée par le RER B était moins encombrée, les trains assuraient en effet le trajet direct Paris-Nord – Roissy CDG en seulement dix-neuf minutes. En 2019, le préfet Michel Cadot avance que cette liaison contribuerait à réduire la saturation du RER B malgré sa capacité relativement modeste : « les estimations évoquent environ 20 000 voyageurs par jour. Certes, cela ne représente qu'environ 8 % de la capacité du RER B, qui transporte 395 000 passagers par jour sur l'axe nord en jours ouvrés et 240 000 l'été, mais il faut tenir compte de l'encombrement : les voyageurs de Roissy ont des bagages qui prennent de la place. Et une partie des incidents voyageurs du RER B sont liés à des bagages abandonnés. ».
Le maire de Paris Bertrand Delanoë, s'il est favorable à un projet de liaison express entre la gare de l'Est et l'aéroport Charles-de-Gaulle, s'est prononcé contre le projet de 2008. Il reproche l'absence d'engagement financier de l'État dans l'aménagement du grand pôle unique gare de l'Est – gare RER Magenta – gare du Nord (comprenant la création d'une liaison piétonnière directe entre la gare de l'Est et la gare du Nord, ainsi que l'aménagement d'une zone de taxis à la gare de l'Est), aménagement qui devrait accompagner le projet CDG Express. Il critique alors également l'utilisation de viaducs ferroviaires (alors envisagée) par les rames du CDG Express (donc de 5 h à 1 h du matin, tous les jours) pour relier la gare de l'Est au réseau de la gare du Nord, avec les nuisances sonores que cela engendrerait pour les habitants.
Une des objections au projet CDG Express est qu'il dessert le quartier Gare du Nord / Gare de l'Est, déjà irrigué par le RER B, mais n'assure pas de desserte directe des quartiers d'affaires de la Défense et de Paris-Saint-Lazare, accessibles ensuite par le RER E. C'est un défaut majeur pour un moyen de transport destiné avant toute chose à une clientèle d'affaires. Toutefois, ce manque doit être levé à la faveur du réaménagement des deux gares, qui inclut le prolongement du tunnel piéton Chateau-Landon afin de rendre aisée la correspondance entre CDG Express et le RER E.
Un autre inconvénient est que les sillons horaires réservés aux trains CDG Express sur la ligne Paris – Hirson, particulièrement sollicitée, ne pourront plus servir pour d'autres circulations. En effet, l'exploitation de cette ligne pourrait se faire aux dépens du RER B et de la ligne K du Transilien.
En janvier 2017, Pierre Serne, administrateur d'Île-de-France Mobilités (ex-STIF), suggère par courrier, à Guillaume Pepy (président de la SNCF) et à Patrick Jeantet (directeur de SNCF Réseau), la pérennisation d'un système de navettes utilisant des rames TGV. Ces dernières, empruntant le réseau de lignes à grande vitesse (en l'occurrence de courtes sections des LGV Nord et Interconnexion Est), relieraient ainsi directement la gare du Nord à la gare TGV de l'aéroport, sans avoir à investir 1,7 milliard d'euros dans de nouvelles infrastructures. Cette solution également plus rapide à mettre en place que le projet CDG Express — pourtant acté par le Parlement en décembre 2016 —, bien qu'étant confrontée à la saturation des voies de Paris-Nord, s'inspire de celle mise en œuvre pour contourner l'impossibilité temporaire d'utiliser la ligne de Roissy début décembre 2016 (à la suite d'une importante rupture de caténaire).
Le projet CDG Express est aussi mis en balance avec le projet de Ligne 17 du métro qui ambitionne elle aussi de desservir Roissy. 
En décembre 2018, dans un contexte de surcharge des travaux à exécuter sur l'axe nord d'ici 2024, Île-de-France Mobilités, présidé par Valérie Pécresse, demande une pause dans les chantiers du CDG Express le temps de vérifier l’absence d’impact sur les voyageurs du RER B et sur les travaux de modernisation de cette ligne. Le lendemain, la maire de Paris Anne Hidalgo et le président du conseil départemental de la Seine-Saint-Denis Stéphane Troussel font de même, expriment des doutes sur le projet et estiment que « toutes les alternatives doivent donc être mises aujourd’hui sur la table ». Le président du Groupe ADP Augustin de Romanet rappelle que « pour respecter les engagements pris dans le cadre de la candidature de Paris aux Jeux olympiques de 2024, les travaux doivent commencer dès 2019, après l’obtention de l’autorisation environnementale unique ». Rappelant que le projet ne bénéficie d'aucune subvention publique, il estime que « les études réalisées, notamment par SNCF Réseau, ont démontré que le projet CDG Express n’impactait pas la capacité de transport du RER B ou les modalités d’exploitation du RER E même en cas de situation perturbée. La mise en place du CDG Express devrait aussi permettre de réduire de plusieurs centaines par an les incidents d’exploitation liés à des bagages abandonnés ».
La ministre des Transports Élisabeth Borne confirme en février 2019 que la relation directe entre Paris et l'aéroport se ferait bien à l'horizon 2024, même si des aménagements des dates ne sont pas à exclure. Le préfet de région Michel Cadot estime en mars 2019 que « l'analyse fine des différentes étapes techniques confirme que l'hypothèse d'une mise en service au tout début de 2024 ou même à la toute fin de 2023 est crédible (…) Mais s'il apparaissait que la construction de ce train rapide devait entraîner des retards dans la rénovation du RER B, il n'est pas exclu que sa mise en service soit repoussée au-delà de 2024 ».
En 2019, les réserves sur l'opportunité de ce projet ne sont toujours pas levées pour certains élus qui estiment que le CDG Express sera concurrencé dans quelques années par du matériel à deux niveaux sur le RER B, par la ligne 15 et par la ligne 17 du Grand Paris Express qui feront escale à Roissy. L'association « Non au CDG Express » propose d'augmenter la fréquence des trains sur la ligne K du Transilien (entre Gare du Nord et Mitry - Claye) et de mettre en place une navette reliant la gare à l'aéroport. Pour la vice-présidente du comité des usagers du RER B Nord « Notre solution est applicable dès maintenant et va coûter quelques millions contre 2 milliards dans cinq ans ».
En avril 2019, le Gouvernement est invité à trancher entre deux calendriers de travaux, l'un reportant la mise en service en 2026 qui a le soutien du conseil régional d'Île-de-France, l'autre visant une mise en service pour mai 2024 mais qui entraînerait, sur la branche nord du RER B, deux interruptions de trafic de trois semaines et durant 140 jours des interruptions quotidiennes de 10 h à 15 h, de nombreux travaux de nuit ainsi que le report de certains travaux de modernisation sur cette branche à la période 2024-2026. L'option 2024 nécessiterait un recours aux bus pour un tel volume de passagers durant les interruptions de service qu'il en serait difficilement gérable. L'absence de CDG Express pour les Jeux pourrait être compensée par une desserte directe spéciale assurée par des rames du RER B entre les voies de surface de la gare du Nord et Roissy.
Le 29 mai 2019, Elisabeth Borne, la ministre des transports, annonce un report du CDG Express à fin 2025. Cette décision est justifiée par une volonté de ne pas nuire aux habitants de la banlieue Nord de Paris avec des travaux lourds au cours des prochaines années. Le CDG Express ne peut donc être prêt pour la tenue des JOP de Paris 2024.
Le 9 novembre 2020, le tribunal administratif de Montreuil fait droit au recours de la maire de Mitry-Mory et annule l'arrêté interpréfectoral autorisant à déroger au code de l'environnement pour mener les travaux malgré les menaces aux espèces protégées. Le tribunal a en effet jugé que la dérogation était illégale car ne correspondant plus à une « raison impérative d’intérêt public majeur » à la suite de changements de fait, « en raison, dans le contexte de la crise sanitaire, de la forte baisse du trafic aérien, dont le caractère purement transitoire ne peut être prédit, et de la renonciation à la mise en service de cette ligne directe pour les Jeux Olympiques 2024 », le dossier du projet CDG Express ne permettant « pas de tenir pour suffisamment probables plusieurs des avantages attendus du CDG Express, à savoir l’amélioration du confort des voyageurs du quotidien du RER B, la diminution sensible du trafic routier, le renforcement de l’attractivité de la capitale et de sa région ainsi que la création d’une liaison fiable et ponctuelle entre le centre de Paris et l’aéroport », ce qui  stoppe les travaux sur le secteur concerné par les espèces protégées.
Mi-décembre 2020, le gestionnaire d'infrastructure CDG Express conteste la décision du tribunal administratif de Montreuil dont il fait appel et demande un sursis à exécution du jugement de première instance, lequel stoppe non seulement des travaux sur les voies destinées à CDG Express mais aussi des travaux de modernisation de celles du RER B,. Cette décision est confirmée pour l'ensemble du chantier le 29 janvier 2021, mais infirmée par la cour administrative d'appel de Paris le 18 mars 2021.
Selon le promoteur du projet, près de 30 % des investissements réalisés sont dévolus à la modernisation des transports du quotidien. Le tracé de la ligne CDG Express utilisant une section âgée du réseau existant, les travaux réalisés à l'occasion du projet CDG Express entraîne sa modernisation  par le renouvellement des composants ferroviaires (caténaires, signalisation, rectification du tracé, renouvellement du ballast et rénovation des traverses et des rails) et en ajoutant de nouvelles fonctionnalités de retournement . Ainsi l’âge moyen des rails est réduit de 32 à 8 ans après ces travaux.
Se basant sur l'accélération de la vitesse des trains de 120 à 140 km/h, le maire de La Courneuve rappelle en avril 2025 son hostilité au projet et demande la création d'un mur anti-bruit de 700 mètres de long dans sa commune.